# Mutter (musikalbum)
Mutter är Rammsteins tredje studioalbum, utgivet i mars och april 2001. Albumet är producerat av Jacob Hellner och Rammstein själva och spelades in i Studio Miraval i Frankrike.
Framsidan på albumet visar ett dött foster. Denna bild är, liksom de som finns inuti musikhäftet, tagna av fotograferna Daniel & Geo Fuchs. Flake hade följande att säga om albumet:
| ”       | Mutter (tyska för ’moder’) är såklart ett perfekt namn på ett album. Vi ville faktiskt kalla albumet för Herzeleid eftersom alla låtarna har med hjärtesorg att göra. En låt heter "Mein Herz brennt". Allting handlar om hjärtat. "Modern är också född utan ett hjärta", det är med i låttexten. Vi tänkte då att vi skulle kalla albumet för Herzeleid, men sedan kom vi på att där redan finns ett Herzeleid-album och att det oturligt nog är gjort av oss. | „ |
| – Flake | |   |

Låten "Adios" har varit med i filmen Oh My God?! och låten "Mein Herz brennt" har varit med i den svenska dramafilmen Lilja 4-ever, TV-serien Ha-Chet VeOnsho och filmen Big Nothing. "Mein Herz brennt" är baserad på det tyska TV-programmet Das Sandmännchen och arbetsnamnet för låten var just "Sandmann". Arbetsnamnet för låten "Hallelujah" var "Pastor" och låten "Spieluhr" har inslag av den tyska ramsan "Hoppe hoppe Reiter" i sig. Låten "Sonne" har varit med i filmen FearDotCom och hade arbetsnamnet "Klitschko". Låten "Feuer frei!", som hade arbetsnamnet "Punk", har varit med i filmen xXx.

## Låtlista
Alla låtar är skrivna av Rammstein.
1. "Mein Herz brennt" – 4:39
2. "Links 2-3-4" – 3:36
3. "Sonne" – 4:32
4. "Ich will" – 3:37
5. "Feuer frei!" – 3:08
6. "Mutter" – 4:29
7. "Spieluhr" (med Khira Li) – 4:46
8. "Zwitter" – 4:17
9. "Rein raus" – 3:09
10. "Adios" – 3:48
11. "Nebel" – 4:54

## Bonusspår

### Japanska utgåvan
1. "Hallelujah" – 3:43

### Limited Edition
1. "Hallelujah" – 3:43 (på en andra CD)

- "Sonne"-musikvideon på CD-ROM

### Limited Tour Edition
1. "Ich will" (Live-version) – 3:57
2. "Links 2-3-4" (Live-version) – 4:54
3. "Sonne" (Live-version) – 4:42
4. "Spieluhr" (Live-version) – 5:27